# Frigintini
Frigintini (Friggintini in siciliano) è una frazione rurale del comune di Modica, situata sui monti Iblei. Una piccola porzione dell'abitato ricade nel comune di Ragusa.

## Geografia

### Posizione
Il territorio di Frigintini si trova sull'altopiano ibleo ed è attraversato dalla SP27, lungo cui si sviluppa la frazione. A nord il confine è segnato dalla cava di Calamenzana e dalla cava dei Servi, in cui scorre il Tellesimo, mentre nella sua porzione centrale la frazione è solcata dalla cava del Prainito.

### Suddivisioni
I quartieri che formano Frigintini sono: Baronazzo, Bussello, Calanchi, Campanella, Cellina, Gianforma, Saitta, Trepizzi. 

## Storia
Nonostante la maggior parte degli abitanti della frazione fosse di origine modicana, il territorio di Frigintini, così come quello dell'attigua San Giacomo, apparteneva da secoli al comune di Noto, città che era tuttavia molto distante dalle due frazioni rispetto ai principali centri del ragusano. Solo nel 1946 venne promossa dal sindacalista Giovanni Rando, nominato successivamente cavaliere al merito della Repubblica, una raccolta firme per il passaggio del territorio delle due frazioni ai comuni di Modica e Ragusa, lamentando un'eccessiva dispendiosità degli spostamenti fino a Noto o Siracusa per gli adempimenti burocratici e amministrativi. Il comune di Noto si oppose all'iniziativa, vietando la trebbiatura agli abitanti delle frazioni e denunciando Rando, che venne imprigionato per un mese per istigazione alla disobbedienza civile, ma dovette cedere quando, il 24 ottobre 1950, venne approvata all'Assemblea Regionale Siciliana la legge 77/1950, poi entrata in vigore nel 1952, che decretò il passaggio delle due frazioni e del territorio ad ovest del fiume Tellaro alla provincia di Ragusa. La maggior parte del territorio di Frigintini fu annesso al comune di Modica, che raddoppiò la propria estensione, mentre la porzione restante del territorio frigintinese (nello specifico, la zona sud-occidentale nei pressi di Villa Calamenzana) e il territorio di San Giacomo furono annessi al comune di Ragusa. Da allora, Frigintini ha visto un notevole sviluppo economico e demografico, diventando il principale centro del circondario rurale degli Iblei, strategicamente situato tra Modica, Ragusa e Noto.

## Economia
L'economia del paese si basa principalmente sull'agricoltura e sulla zootecnia.